# Rumex amurensis
Rumex amurensis là một loài thực vật có hoa trong họ Rau răm. Loài này được F. Schmidt ex Maxim. miêu tả khoa học đầu tiên năm 1859.